# 謝月霞
謝月霞（1944年—2009年1月4日），台灣女演員，本名林三嬌，曾獲金鐘獎單元劇最佳女主角。

## 生平
謝月霞生於佃農家庭，由於家貧，四歲便被送給歌仔戲班班主謝連枝當養女，改姓謝。她五歲開始學戲，六歲登台演出，八歲出任囝仔生，十二、三歲時即已成名。1960年代，她活躍於廣播歌仔戲。
1993年，其長子王榮裕成立金枝演社劇團，她擔任藝術指導等職，出力甚多。她亦從事戲劇教學，曾獲金馬獎最佳男配角的吳朋奉、金鐘獎單元劇女主角的黃采儀均為其學生。

## 演出作品

### 電影
| 年 份 | 片 名                          | 飾演角色   | 導 演  |
| 1999  | 黑暗之光                       |            |        |
| 2002  | 美麗時光                       |            | 張作驥 |
| 2003  | 飛躍情海（页面存档备份，存于） | 小三的媽媽 | 王毓雅 |
| 2005  | 虎姑婆                         |            | 王毓雅 |
| 2007  | 六號出口                       |            | 林育賢 |
| 2007  | 燃燒吧！機車                   |            | 游智煒 |
| 2008  | 蝴蝶                           |            |        |

### 電視劇
| 年 份 | 頻 道    | 劇 名              | 飾演角色 |
| 2002  | 公視     | 違章天堂           |          |
| 2003  | 大愛電視 | 四重奏             |          |
| 2003  | 公視     | 我倆沒有明天       |          |
| 2003  | 蜜蜂     |                    |          |
| 2003  | 用力呼吸 |                    |          |
| 2004  | 台視     | 台灣百合           |          |
| 2005  | 公視     | 再看我一眼         |          |
| 2006  | 公視     | 為什麼要對你掉眼淚 |          |
| 2007  | 公視     | 指印               |          |
| 2008  | 大愛電視 | 走過好味道         |          |

### 歌仔戲
- 烈女養夫
- 雪梅教子
- 甘羅出世
- 安安趕雞
- 洛神
- 貍貓換太子
- 西施
- 孔雀東南飛
- 弟弟占嫂

### 舞台劇
- 胡撇仔戲——台灣女俠白小蘭
- 祭特洛伊

## 外部連結
- 謝月霞在互联网电影资料库（IMDb）上的資料（英文）（英文）
- 謝月霞在香港影庫上的簡介